# ファイ現象

ファイ現象では、上記のように丸い物体が欠けた静止画の連続に動きの錯視をもたらす。この現象は常に背景色にかかる。このライラックチェーサー錯視では、欠けた空間は薄い緑の丸に見える。

よくファイ現象と混同されるが、ベータ運動では上のボールが動いて見えるような錯視をもたらす。

ファイ現象 (ファイげんしょう、Phi Phenomenon) とは、静止画の連続によって引き起こされる仮想の運動を知覚する現象のこと。仮現運動を引き起こす代表的な現象。1912年にマックス・ヴェルトハイマーが発見し、「Experimental Studies on the Seeing Motion」に記述されている。映像やフィルムアニメーションの知覚に関する議論ではよくベータ運動と混同されがちだが、これは定義としてはまた別の現象であって映像の知覚とは直接関わるものではない。

## 初期のファイ現象の実験
初期のファイ現象の実験では、被験者が2つのイメージを交互に投影されるスクリーンを見るというものである。1つ目のイメージは枠の左側に線が引かれ、2つ目のイメージでは枠の右側に線が引かれている。これらのイメージを交互にすばやく表示させたり、または間隔をあけて数秒ごとに表示させたりする。イメージの投影が終わったら、実験者は被験者にどのような見え方をしたかを尋ねる。
2つのイメージを切り替える特定の間隔の組み合わせでは、被験者は2つの線を個別に認識したり、移りゆくようななめらかな運動を認識したり、また同時に2本の線が存在するように感じることもあった。
この時、二つの線の間で動きを感じることをベータ運動と呼ばれている。ファイ現象はベータ運動の一つである。ファイ現象では、点滅しているオブジェクトを囲んだ背景色のもやもやとした領域が動いているように見える。
このファイ現象の発見は、ゲシュタルト心理学の重要な節目となった。

## 仮現運動・ベータ運動とファイ現象
仮現運動とは実際には物理的運動が存在しないにもかかわらず、物体が運動して見える現象のこと。ベータ運動とは、物体を適当な間隔で移動した静止画像を連続的に見ることで生じる代表的な仮現運動。

### ヴェルトハイマーの光点明滅の実験
ヴェルトハイマーは2つの光点が交互に点滅する実験装置を用意し、その点滅する間隔を変えてどのように感じ方が変わっていくかを調べた。
結果、次のような知覚の変化が見られた。なお、それぞれの間の数値ではまた複雑な運動知覚が存在する。
- 約30ミリ秒以下の間隔（約33フレーム毎秒）- 二つの光点は同時に点灯しているように感じる（同時時相）
- 約60ミリ秒間隔（約16フレーム毎秒）- 二つの光点はなめらかに移動しているように感じる（最適時相）- この時ファイ現象が生じている
- 約200ミリ秒以上の間隔（約5フレーム毎秒）- 二つの光点はそれぞれ別の光点として認識され、運動は知覚されない（継時時相）